# 小林俊仁
小林 俊仁(こばやし としひと、1977年 - )は、日本の実業家。株式会社ukka(ウッカ)元代表取締役(創業者)。一次産業のD2Cプラットフォームによる農家所得向上と地方創生に尽力している。

## 経歴
- 1977年、三重県亀山市の稲作農家出身。1995年、愛知県立旭丘高等学校を卒業。2000年、京都大学工学部電気電子工学科を卒業。2002年、京都大学大学院情報学研究科を卒業。在学中より、コミュニティーエンジン株式会社でオンラインゲームを開発。2003年9月、取締役。北京市に移住し子会社を設立(CEO)に就任。2007年2月、CE日本本社。2010年5月、ONE-UP株式会社東京開発Gグループマネージャ。2011年6月、株式会社Aiming東京開発Gゼネラルマネージャ[2]。2013年5月、最高技術責任者(CTO)に就任。2015年4月、東証マザーズ上場。 2017年9月13日、株式会社ukka(ウッカ)を創業[3]。代表取締役に就任[4][5][6][7][8][9][10]。2019年5月27日、Wventures、KVP、SMBCベンチャーキャピタル、メルカリ小泉氏などから1.2億円の資金調達を実施[11][12]。10月29日、株式会社VOYAGE VENTURESより出資[13]。2019年11月13日、ふるさと納税サイト「ふるさと本舗」と連携「作り手とつながるふるさと納税」を開始[14][15]。